# Condor (Panzer)
Der Condor ist ein leichter 4×4-Radpanzer auf Basis des Unimog. Er wurde seit 1978 von der Rheinmetall Landsysteme GmbH bzw. der damaligen Henschel Wehrtechnik GmbH in der Nachfolge des UR-416 hergestellt. Der Nachfolger Condor 2 wurde ab dem Jahr 2004 auf Basis des Unimog 5000 verkauft. Größter Betreiber sind die Streitkräfte Malaysias, die den Condor aber in den nächsten Jahren außer Dienst stellen wollen. In Malaysia werden sie momentan im Verbund mit dem amphibischen 6×6-Radpanzer SIBMAS eingesetzt. Ein konvertierter Typ des Condor wurde vom malaysischen Rüstungshersteller Deftech auf der Messe DSA 2018 vorgestellt.

## Eigenschaften
Standardbewaffnung des 12,4 Tonnen schweren 4×4-Radpanzers ist eine 20-mm-Maschinenkanone. Der Radpanzer ist voll schwimm- und luftverladefähig. Neben Fahrer und Bordschütze können bis zu 12 Soldaten transportiert werden. Es gibt auch Varianten des Condor mit 7,62-mm-Zwillingsmaschinengewehr sowie als Sanitätspanzer, Bergepanzer und Führungsfahrzeug.

## Betreiber
- Argentinien betreibt 20 Condor[4]
- Kuwaits Nationalgarde kaufte im Jahr 2010 acht Condor 2[4]
- Malaysia bestellte 460 Condor Radpanzer im Jahr 1981, die Lieferung erfolgte bis 1984[4]
- Portugal besitzt 12 Condor,[4] betrieben bei der Polícia Aérea[5]
- Südkorea besitzt mindestens 2 Condor
- Thailand wurden 18 Condor im Jahr 1995 geliefert,[4] betrieben werden sie bei der Royal Thai Air Force
- Türkei besitzt 25 Condor (sind stillgelegt)
- Uruguay besitzt 44 Condor[4]